# Riccardo Petrozzi
Riccardo Petrozzi (Roma, 8 gennaio 1981) è un doppiatore italiano.

## Biografia
Studia recitazione dall'eta di 18 anni, si è diplomato presso la scuola di teatro Teatro Azione di Roma sotto la guida di Isabella del Bianco e Cristiano Censi.
Si laurea in Letteratura Musica e Spettacolo presso università La Sapienza di Roma con tesi su "L'idea di attore di E.B. Vachtangov".

## Carriera
In campo cinematografico e televisivo ha prestato la voce ad attori come Jonathan Majors, Brendan Sexton III, Chuku Modu, Caner Sahin, Lil Rey Howery, Michael Socha, Doğan Bayraktar e William Mark McCollough.

## Doppiaggio

### Film
- Eric Masip in Dalla mia finestra, Dalla mia finestra: al di la del mare, Dalla mia finestra: Guardando te
- Joe Anderson in The devil conspirancy
- Jesse Hutch in Snowmance, B&B Merry
- Mark Famiglietti in Il natale delle sorelle March, Tutto per un figlio
- Jonathan Majors in Creed III
- William Mark McCullough in Captain America: Brave New World
- Marc Geller in A different man
- Lil Rey Howery in Il magico mondo di Harold
- Michael Gandolfini in The independent
- Marcin Czarnik in Il campione di Auschwitz
- Brendan Sexton III in L'uomo nel buio - Man in the Dark
- Guillermo Jacubowicz in Argentina, 1985
- Benjamin Lavernhe in Délicieux - L'amore è servito
- Chad Michael Murray in Il Natale di Angel Falls
- Jhonny Dowers in Gasoline Alley
- Trae Ireland in Fortress
- Spencer Squire in Le parole che voglio dirti
- Olivier Beaudet in Un autre monde
- Brian Geraghty in Ted Bundy - Fascino criminale
- Jeff Holbrook in Survive the Night
- Thapelo Sebogoti in Atto di difesa - Bram Fisher
- Marc Mairè in Grandi bugie tra amici
- Rick Grayson in L'esorcismo di Anna Ecklund
- Daniel MacInnis in Io sono nessuno 2

### Serie televisive
- Jason Alan Carvell in Godfather of Harlem'
- Gustav Schmidt in Sissi
- Gavin Spokes in House of the Dragon
- William Mark McCullough in Ballard
- Michael Socha in Toxic Town
- Chuku Modu in The 100
- Alex Velea in Subteran
- Rachid Guellaz in 66-5
- Hendrik Heutmann in Drift - Partners in crime
- Alexander Abdallah in Snabba Cash
- Germaine Brooks in Your Honor
- Tarik Davis in The Undoing - Le verità non dette
- Ross Tomlinson in Quattro matrimoni e un funerale
- Assaad Bouab in Peaky Blinders
- Andrew Moxham in Ghost Wars
- Tye White in Fire Country
- Diarmaid Murthag in Outlander
- Michael Gillan in Ascolta i fiori dimenticati
- Jared Bankens in Cercando Alaska
- Da'Vinchi in The Boys
- Julian Green in Will Trent
- Antwayn Hopper in Will Trent

### Soap opera
- Caner Sahim in Tradimento
- Dogan Bayraktar in Hercai - amore e vendetta
- Angel De Miguel in Il segreto
- Can Nergis in Sweet Revenge
- Mario Guerci (ep. 56-57) e Juan Chapur (Tute, ep. 83) in Las Estrellas

### Film d'animazione
- Capo in Dog Man
- CTAC Control in Altered Carbon: Resleeved
- Charlie in Sam il pompiere: Il grande incendio di Pontypandy
- Eldush in Gundam 4
- Sottoposto in Ghost in the Shell

### Serie animate
- Shashi Dhar in Fast Furious - Piloti sotto copertura
- Starscream in Transformers: Earthspark
- Omni-Mass/Ricardo Perez in Stretch Armstrong e i Flex Fighters
- Dimitri e Ibadan in Archer
- Sinipster in Transformers: War for Cybertron Trilogy
- Coito Interrotto (ep.2.5) in Big Mouth
- Todd (ep.6.20), Peter (ep.7.13), Connor (ep.8.21) in Bob’s Burgers
- Ag. Raith e Fleck (ep.2.6) in Star Wars Resistance
- Jake in Ask the storybots (ep.2.02)
- Kangshi in Turning Mecard
- Tom Fuse in Tobot
- Snarcher in Bunsen è una Bestia (ep. 1.26)
- Dumb in Robocar Poli
- Shinnoji in Kakegurui
- Lupetto in Sonic Boom
- Pollicione in Spy Kids: Missione Alfa
- Paninozzo in Uncle Grandpa
- Duke in Lastman (ep.1.11-12)
- Sputnik in Nature Cat (ep. 78-80)
- Riccardo in Mini mighty Kids
- Pineapple in One-Punch Man
- Royaltinio in Un idolo nel pallone
- Earl e Butterfly in Kipo e l'era delle creature straordinarie
- Drop in Dino Girl gauko

### Spot nazionali
- Vinted (2024-2025)
- Todis
- Banca Ifis
- Credem web banking
- Peacock Sky
- Vigili del fuoco
- Samsung

### Videogiochi
- Nirik in Horizon Forbidden West (2022)[1]
- Altre voci in Diablo IV (2023)[2]